# The Ultimate Fighter: Team Rampage vs. Team Forrest Finale
The Ultimate Fighter: Team Rampage vs. Team Forrest Finale, também conhecido como The Ultimate Fighter 7 Finale, foi um evento de artes marciais mistas promovido pelo Ultimate Fighting Championship, ocorrido em 21 de junho de 2008.

## Background
O evento apresentou a final do The Ultimate Fighter: Team Rampage vs. Team Forrest com lutas na divisão de médios, assim como a luta principal entre Kendall Grove e Evan Tanner. Essa foi a ultima luta de Evan Tanner antes de morrer.
Uma luta de Pesos Médios entre Tim Credeur e Cale Yarbrough foi cancelada após Credeur ser testado positivo para uma substância proibida pela Nevada State Athletic Commission.

## Resultados
Nota 1 Final do TUF 7 no peso-médio.

## Bônus da Noite
- Luta da Noite:  Dustin Hazelett vs.  Josh Burkman
- Finalização da Noite:  Dustin Hazelett
- Nocaute da Noite:  Drew McFedries